# 포트리스 3
《포트리스 3》(Fortress 3)는 포트리스 2의 후속작이다. 포트리스 2에서는 볼 수 없었던 6개의 새로운 탱크들과 다양해진 맵들, 1턴에 3명씩 발사하는 단체전 시스템, 조금 더 화려한 그래픽 효과를 선보였고, 공성전이라는 RPG게임의 요소를 슈팅게임에 접목함으로써 새로운 장르를 개척하였다. 포트리스3 패왕전은 깔끔하고 세분화된 인터페이스, 최고의 사운드, 코스튬아이템 등으로 유저들의 호응을 이끌며, 초반 회원수 100만을 달성하고 최고 동시접속자 5만 3천명을 달성하는등 많은 인기를 몰았으나, 운영자의 악행,운영진의 방치, 업데이트 및 2차 공성전의 중단, 버그의 성행으로 점차 내리막을 탔고,
(가장 큰 종료의 요인은 관리 미숙으로 인한 핵 방치였다) 수 많은 회원들이 반대속에서, 결국 서비스 종료를 선언하였다. 서비스 종료이후 얼마 지나지않아 후속작 뉴포트리스가 오픈베타를 하였으나, 6개월만에 서비스를 종료하였다. 현재에도 많은 유저들이 포트리스3 패왕전의 서비스재개를 바라고 있다.

## 등장 캐릭터
전작과 마찬가지로 13가지 탱크가 기본으로 등장하며, 포트리스3에서만 추가된 6종류의 탱크까지 합쳐 총 19가지 캐릭터가 등장한다.

### 고전
고전계열은 체력과 방어력, 이동거리가 약한 대신, 발사각도와 기본 공격력이 뛰어난 편이다.

#### 카타펄트 (Catapult)
- 계열 :  Classic(고전) type
- 특징 :  Fire up 아이템 특수무기
- 약칭 :  돌탱
- 설명 :  고대 투석기 모양의 고전계열 캐릭터이다. 돌을 무기로 이용하며 공격력이 높은 일반무기와 Fire up 아이템 효과가 있는 특수무기를 가지고 있다. 발사각이 0 ~ 90˚로서 모든 캐릭터 중 발사각이 가장 넓어 어떤 지형에서라도 공격이 용이하다는 장점이 있다. 불(火)에 대한 내성이 있다

#### 크로스보우 (Cross Bow)
- 계열 : Classic(고전) type
- 특징 : 독성이 있는 특수무기
- 약칭 : 독탱
- 설명 : 고대 석궁의 형태를 가진 고전계열 캐릭터이다. 화살을 무기로 사용하며 공격력이 높은 일반무기와 독성이 있는 특수무기를 가지고 있다. 특히 특수무기에 공격을 당한 캐릭터는 자신의 에너지의 30%만 남을 때까지 턴당 -40씩 에너지가 감소한다(단, 해당무기를 사용하는 크로스보우, 듀크탱크, 포세이돈, 슈퍼탱크는 -20씩 감소하고, 세크윈드는 자신의 에너지의 50%만 남을 때까지 턴당 -40씩 에너지가 감소한다.). 그러나 피해를 주는 유효타격범위가 좁아서 상당한 정확도를 필요로 한다. 카타펄트와 대등한 넓은 발사각을 가지고 있지만 발사각은 15˚~ 85˚로 카타펄트에 이어 두 번째로 발사각이 넓다. 독(毒)에 대한 내성이 있다.

#### 캐논 (Cannon)
- 계열 : Classic(고전) type
- 특징 : 강력한 공격력의 특수무기
- 약칭 : 캐넌, 포탱
- 설명 : 중세 대포의 형태를 하고 있는 고전 계열 캐릭터이다. 검은색의 일반 무기와 빨간색의 특수 무기가 있다. 체력, 방어력, 이동력, 사각, 사거리 등 많은 부분에서 가장 낮은 능력을 지니나, 일반 무기의 폭파 범위는 그 어떤 캐릭터보다 넓어서 상대방을 효과적으로 공격할 수 있고, 특수 무기는 크로스보우의 무기와 같이 유효 타격 범위가 좁은 대신 그 공격력은 모든 무기(단발 기준) 중 가장 강한 데미지를 자랑한다. 모든 캐릭터 중에서 기본딜레이가 가장 높고(580), 현재 유저들의 선호도가 가장 높은 캐릭터이기도 하다

### 근대
근대계열은 공격력, 방어력, 이동거리, 발사속도 등 모든 면이 뛰어나지만, 지형 파괴력이 다소 약한 편이다.

#### 캐롯탱크 (Carrot Tank)
- 계열 : Modern(근대) type
- 특징 : 3연발 미사일의 특수무기
- 약칭 : 인민탱
- 설명 : 일반적인 탱크 외형을 갖추고 있는 근대계열 캐릭터이다. 근대의 미사일을 무기로 사용한다. 보통의 공격력을 가지고 있지만 근접전 등 몇몇 상황에서는 3발로 나가는 특수무기가 유용한 수단으로 사용될 수 있다. 발사각, 이동거리, 방어력 등 여러 부분의 능력치가 고르게 부여되어 있다.

#### 듀크탱크 (Duke Tank)
- 계열 : Modern(근대) type
- 특징 : 뛰어난 방어력
- 약칭 : 방구탱
- 설명 : 단단해 보이는 외형을 가지고 있는 근대계열의 캐릭터이다. 보통 이상의 공격력을 가진 일반 무기와 Poison Cloud 아이템 효과가 있는 특수무기를 가지고 있다. 외형에서 오는 느낌처럼 실제로 방어력이 우수하여 모든 캐릭터 중 슈퍼탱크 다음으로 최강의 방어력을 자랑한다. 캐롯탱크와 마찬가지로 능력치가 고르게 분포되어 있다. 독(毒)에 대한 내성이 있다.

### 현대
현대계열은 근대계열과 비슷한 능력치를 가졌으며, 지형파괴력도 뛰어난 편이지만, 공격력은 근대보다 조금 떨어진다.

#### 미사일 (Missile)
- 계열 : Present(현대) type
- 특징 : 유도 기능을 가진 특수무기
- 약칭 : 미탱
- 설명 : 미사일을 싣고 있는 듯한 외형의 현대계열 캐릭터이다. 4연속 폭발하는 일반무기와 유도기능이 있는 특수무기를 가지고 있다. 일반무기는 타격지점에서 무기의 진행방향으로 4연속 폭발하는 특징이 있어서, 정확히 맞추었을 경우에는높은 공격력을, 지형에 맞추었을 경우에는 깊이 파이는 형태의 높은 지형파괴력을 나타낸다. 특수무기는 발사된 유도 무기의 궤적에서 최고점에 도달한 이후 낙하 중 가장 가까이에 있는 캐릭터를 향해 날아간다. 이 때 적군, 아군을 구분하지 않으므로 아군에게 피해를 줄 수도 있다.

#### 멀티미사일 (Multi Missile)
- 계열 : Present(현대) type
- 특징 : 뛰어난 지형 파괴력
- 약칭 : 멀탱
- 설명 : 다연발 무기를 탑재하고 있는 현대계열 캐릭터이다. 3발이 발사되는 일반무기와 9발로 발사되는 특수무기를 가지고 있다. 타격을 주는 범위가 넓어 일정지역에 모여있는 적에게 효과적이다. 또한 근접전에서 3발 혹은 9발의 무기를 한 곳에 집중시킬 경우 큰 타격을 줄 수 있다. 다연발 형태의 공격을 취하므로 원거리 공격 시 화력이 분산되는 단점이 있으나 방어력이 좋고 타격범위가 넓다는 장점이 있는 캐릭터이다.

#### 마인랜더 (Mine Lander)
- 계열 : Present(현대) type
- 특징 : 지뢰를 이용하는 특수무기
- 약칭 : 지뢰탱
- 설명 : 무기로 수류탄과 지뢰를 사용하는 근대계열 캐릭터이다. 마인랜더의 특수무기인 지뢰를 적 주변 지형을 향해 발사하여 설치할 경우, 지형에 설치된 지뢰는 눈이 오는 경우가 아니면 상대팀 캐릭터에게는 보이지 않는다는 특징이 있다. 이 때 설치되어 있는 지뢰를 밟을 시에는 누구라도 피해를 입는다.(단, 레이저탱크와 포세이돈은 이동시 땅에 설치되어 있는 지뢰를 밟지 않는다.) 마인랜더는 모든 캐릭터 중 가장 많은 에너지를 가지고 있다. 지뢰(地雷)에 대한 내성이 있다. 포트리스3에서는 현대 계열로 바뀌었다.

#### 슈퍼탱크 (Super Tank)
- 계열 : Present(현대) type
- 특징 : 4연속 폭발하는 세발의 미사일과 9발의 유도 특수탄(멀티 미슬과 미사일의 특성을 합친 기능이다)
- 약칭 : 슈탱
- 설명 : 슈퍼탱크는 모든 계열에 대응하는 계열속성을 가지고 있으며, 모든 독성에 내성을 가지고 있다. 공격력 및 방어력 등 모든 면에서 성능이 가장 우수하고, 각각 4연속 폭발하는 세발의 일반무기와 유도 기능이 있는 9발의 특수무기를 사용하고 있어 엄청난 타격을 줄 수 있다. 이것은 멀티미사일의 무기에 미사일의 기능을 더한 것으로 위력은 막강하지만 낙하 중 가장 가까이에 있는 캐릭터를 향해 날아가기 때문에 팀 플레이시에는 아군에게도 피해를 입힐 수도 있다. 해당 캐릭터는 랜덤으로 선택시에만 (총 13개의 캐릭터가 있으므로)약 7.7%의 확률을 뚫고 임의로 등장한다. 3에서는 19가지 이므로 더 희귀한 캐릭터가 되었다.

### 미래
미래계열은 지형 파괴력이 우수하며, 이동거리도 가장 높다. 반면 공격력과 방어력, 체력이 많이 낮은 편이다.

#### 레이저탱크 (Laser Tank)
- 계열 : Future(미래) type
- 특징 : 상하진동하는 3연발 레이저
- 약칭 : 다리미탱
- 설명 : 레이저탄을 무기로 사용하는 미래계열 캐릭터이다. 일반무기로는 한 발의 레이저탄을 사용하며, 특수무기로는 상하진동하는 세발의 레이저탄을 사용한다. 일반무기는 캐논과 마찬가지로 유효타격범위가 넓고, 특수무기는 미사일의 일반무기와 비슷한 특징을 가져 높은 공격력과 지형파괴력을 가지고 있다. 또한 부상한 상태로 이동하므로 마인랜더의 지뢰를 밟지 않는다는 특징이 있다. 모든 캐릭터 중에서 세크윈드 다음으로 기본딜레이가 낮으며(540), 세크윈드와 같이 이동력이 가장 좋아 멀리까지 이동이 가능하다. 레이저(電)에 대한 내성이 있다.

#### 아이온어태커 (Ion Attacker)
- 계열 : Future(미래) type
- 특징 : Ion Missile 아이템 효과의 특수무기
- 약칭 : 이온탱, 위성탱
- 설명 : Ion 소자를 무기로 사용하는 미래계열 캐릭터이다. Ion 소자를 이용한 일반무기와 Ion missile 아이템 효과가 있는 특수무기를 가지고 있다. 특수무기의 경우, 인공위성이 소환되어 무기가 떨어진 지점의 수직상공에서 Ion포를 내려쏘는 형태로 공격하는 특징이 있어 다양한 전략을 꾀할 수 있다(단, 옆면으로 떨어졌을시 그 아래로 내려쏘게 된다.). 레이저(電)에 대한 내성이 있다.

#### 포세이돈 (Poseidon)
- 계열 : Future(미래) type
- 특징 : 눈이 오면 공격력 25% 증가
- 약칭 : 물탱
- 설명 : 물을 무기로 사용하는 미래계열 캐릭터이다. 커다란 물덩어리를 일반무기로 사용하며, 특수무기로는 작고 보라색을 띄는 독성이 있는 물덩어리를 사용한다. 특수무기는 2턴간의 Movement lock(이동불가) 아이템의 효과가 있어 적을 효과적으로 공략할 수 있다. 또한 눈이 내릴 경우 공력력과 폭파범위가 25% 증가하는 특징이 있다. 또 다른 특징으로는 레이저탱크와 마찬가지로 지면에서 부상하여 이동하므로 지형에 설치되어 있는 마인랜더의 지뢰의 영향을 받지 않는다. 불 공격에 취약하며, 모든 캐릭터 중에 공격력이 가장 떨어지는 캐릭터이다. 독(毒)에 대한 내성이 있다.

#### 세크윈드 (Secwind)
- 계열 : Future(미래) type
- 특징 : 에너지50% 이하에서 공격50%증가
- 약칭 : 문어탱, 오징어탱
- 설명 : 문어와 비슷한 외형을 가지고 있는 미래계열 캐릭터이다. 일반무기로는 폭파범위가 넓은 한발의 레이저탄을 사용하며, 특수무기로는 레이저탱크의 특수무기와 비슷한 두발의 레이저탄을 사용한다. 세크윈드의 무기성능 및 기타 전반적인 상태는 레이저 캐릭터와 흡사하지만 가장 큰 특징은 남아있는 에너지가 전체 에너지의 절반 이하일 경우 공격력은 50%, 폭파범위는 10% 증가한다는 점이다. 모든 캐릭터 중 기본딜레이가 가장 낮으며(530) 레이저탱크와 같이 이동력이 가장 좋다는 특징이 있고, 공격력이 증가된 레이저 탄은 파괴력이 매우 높아 특수무기 2발을 모두 적중 시킬 경우 상당히 치명적인 피해를 줄 수 있다. 공격력은 우수한 편이지만 방어력은 약한 편이다. 레이저(電)에 대한 내성이 있다

### 신규 캐릭터

#### 아이언해머 (Iron Hammer)
- 계열 : Classic(고전) type
- 특징 : 철퇴를 이용한 공격
- 약칭 : 철탱
- 설명 : 포트리스3에서 추가된 신규탱크이다. 철퇴를 주무기로 사용하며, 일반무기는 타오르는 일반 철퇴 공격을 하며,(화염 효과는 없음) 특수무기는 철퇴를 날리고, 땅에 떨어지면, 무작위 위치로 튀긴다. 잘 공격하면 일반무기보다 더 큰 피해를 줄 수 있다. 방어력은 고전계열 중 가장 좋은 편이다.

#### 블레이저 (Blazer)
- 계열 : Modern(근대) type
- 특징 : 지형 파괴력이 뛰어난 불공격
- 약칭 : 불탱
- 설명 : 포트리스3에서 추가된 신규탱크이다. 일반무기는 3개의 불덩이를 발사하는데 이 불은 지형 파괴력이 뛰어나다. 특수무기로는 일반무기보다 공격력이 강한 1개의 불덩이를 발사하여 적중시 큰 피해를 줄 수도 있다.

#### 윈드블로우 (Wind Blow)
- 계열 : Present(현대) type
- 특징 : 부상이동, 회오리 관통
- 약칭 : 회오리탱
- 설명 : 포트리스3에서 추가된 신규탱크이다. 일반무기로는 작은 회오리를 발사하는데 이 무기는 회오리를 관통하며, 미사일탱의 일반무기처럼 4연속 폭발을 하며, 명중시 큰 피해도 줄 수 있다. 특수무기는 미완성되어서 사용이 되지 않았었으나, 3개의 회오리가 발사되었으며, 파괴력은 일반무기보다 떨어진다.

#### 솔라 (Solar)
- 계열 : Present(현대) type
- 특징 : 1차 공격 후 자동 충전으로 공격력 상승
- 약칭 : 해탱
- 설명 : 태양열을 주무기로 사용하는 포트리스3의 신규탱크이다. 일반무기는 태양모양의 에너지를 발사하며, 공격력은 보통 수준이다. 특수무기는 처음에는 약하지만, 이 탱크는 차츰 태양의 힘을 받아서 공격력이 증가하는데 그 때 특수무기를 사용하면 엄청난 공격력을 자랑한다. 다만 체력이 약하고, 발사각도가 가장 낮다는 단점이 있다.

#### 워키토키 (Waikie Taikie)
- 계열 : Modern(근대) type
- 특징 : 특이한 폭격 공격
- 약칭 : 무전탱
- 설명 : 무전기의 외형을 한 포트리스3의 신규탱크이다. 일반무기는 보통의 공격력의 폭탄을 발사하며, 특수무기는 아이온 어태커의 특수무기처럼 탄을 쏘고 그 위에 폭격기가 날아와서 폭탄을 떨구는 형식의 공격이다. 다만 폭격이 일직선이 아닌 대각선 공격이라서 컨트롤이 많이 필요한 탱크이다.

#### 레인보우쉘(Rainbow shell)
- 계열 : Future(미래) type
- 특징 : 특이한 특수무기 공격
- 약칭 : 무지개탱
- 설명 : 포트리스3의 마지막으로 추가된 신규탱크이다. 무지개색의 소라게의 외형이며, 일반무기는 레이저 3발을 발사하는데 이 레이저는 바람의 세기에 따라 레이저가 모이게 되는 특징이 있다. 특수무기는 참 독특한데 먼저 알을 하나 날린다. 그러면 그 알이 목표지점에 떨어지면 알이 부화해 일정거리를 이동 후 자폭하는 공격인데 이 공격력은 상당하다. 방어력이 미래계열 답지 않게 높지만, 이동거리가 매우 짧고 같은 미래계열에게는 약한 모습을 보인다.

## 밸런스
흔히  고전형 캐릭터는 미래형 캐릭터에 강하며, 미래형 캐릭터는 현대, 근대형 캐릭터에 강하다. 현대, 근대형 캐릭터는 고전형 캐릭터에 강하다.
- 고전 계열 (Classic Type) : 카타펄트, 크로스보우, 캐논, 아이언 해머
  - 특징 : 발사거리와 각도가 매우 높으며, 파괴력이 뛰어나다. 반면 방어력이 낮고, 이동거리가 짧은 단점이 있다. 미래 계열에는 강하나 근대나 현대 계열 캐릭터에게는 약하다.

- 근대 계열 (Modern Type) : 캐롯탱크, 듀크탱크,  블레이저, 워키토키
  - 특징 : 공격력, 방어력, 이동거리, 각도 등 모든것이 평균적이며, 고전형 캐릭터에게 강한 반면 미래형 캐릭에게는 약하다.

- 현대 계열 (Present Type) : 미사일, 멀티미사일, 마인랜더, 슈퍼탱크, 솔라, 윈드블로우
  - 특징 : 뛰어난 지형 파괴력과 근대형 캐릭터와 비슷한 공격력과 방어력을 가졌다. 근대 계열과 동등한 위치에 있다. 역시 고전형 캐릭터에게 강한 반면 미래형 캐릭에게는 약하다. 슈퍼탱크는 예외

- 미래 계열 (Future Type) : 레이지탱크, 아이온어태커, 포세이돈, 세크윈드, 레인보우쉘
  - 특징 : 공격력에 비해 지형 파괴력이 월등하게 높고, 이동거리가 상당히 좋다. 근대, 현대형 캐릭에게 강하다. 반면 방어력이 약하고, 고전 캐릭에게는 약하다. 레인보우쉘은 미래계열인데도 같은 미래계열에게 약하다는 특징이 있다.

## 대전 모드
- 노말전
  - 가장 기본이 되는 방식이다. 모든 아이템을 사용할 수 있고, 원하는대로 대전을 펼칠 수 있다.

- 화력전
  - 공격성향의 아이템만을 사용하는 게임 방식으로, 게임에서 사용가능한 아이템을 제한하여 일부 아이템(더블파이어, 파워업, 인공위성탄, 회오리통과)만 사용할 수 있다. 모두 공격형 아이템이어서 빠른 게임 진행이 이루어진다. 더블파이어, 파워업, 인공위성탄, 회오리통과를 제외한 나머지 아이템이 있을 경우 아이템창에 회색상태로 표시되기 때문에 사용이 불가능하다.

- 보스전
  - 각 팀에 보스로 지정된 캐릭터만 아웃이 되면 게임에 승패가 갈리는 방식이다. 보스전으로 선택시, 게임대기실에서 각 팀의 가장 위에 위치해 있는 유저가 자동으로 보스로 지정된다. 캐릭터 위에 각 팀 컬러의 깃발 표시가 되어있어 어떤 유저가 보스인지 쉽게 알 수 있다. 
 보스로 선택되어 있는 유저가 같은 팀의 다른 유저의 캐릭터 이미지를 누르면 보스가 다른 유저쪽으로 넘어가게된다. 게임이 시작되면 보스인 유저는 캐릭터 위에 깃발이 표시된다.

- 특수무기전
  - 이 모드는 캐논의 빨콩전을 자주 하는 유저들을 위해 제작되었다. 게임이 시작되면 무기 선택 부분에서 보통무기는 보이지 않게 되어 사용할 수 없게되고, 특수무기로만 사용하여 대전을 펼치게 된다.

## 아이템
- 보조 아이템
  - 보조 에너지1 (Additional1) : 해당 캐릭터의 에너지를 전체 에너지의 20%만큼 올려준다.
  - 보조 에너지2 (Additional2) : 해당 캐릭터의 에너지를 전체 에너지의 40%만큼 올려준다. 단, 해당 아이템 사용 후 턴은 바로 넘어가게 된다.
  - 에너지탄 (Energy Missile) : 에너지탄이 떨어진 근처에 살아있는 모든 캐릭터의 에너지를 전체 에너지의 30%만큼 올려준다.
  - 팀 에너지 (Team Energy) : 살아있는 같은 팀원의 에너지를 해당 캐릭터 전체 에너지의 20%만큼 올려준다. 단 아이템 사용 후 턴은 바로 넘어가게된다.
  - 보호막 (Shield) : 아이템을 사용하게 되면 보호막이 생성되며, 포탄이 해당 캐릭터로 다가올 경우 1회 막아주면서 보호막이 해제된다.
  - 보호막탄 (Shield Missile) : 탄이 떨어진 근처의 살아있는 모든 캐릭터들이 보호막 아이템 효과를 얻게되고, 일반 보호막과 마찬가지로 포탄이 해당 캐릭터로 다가올 경우 1회 막아주면서 보호막이 해제된다.
  - 투명막 (Trans Parent) : 상대팀에게 자신의 캐릭터가 4턴 동안 보이지 않게 해주며 데미지를 입을 경우 아이템 기능을 상실하여 다시 보이게 된다.
  - A형 해독탄 (Type-A Detox) : 탄이 떨어진 근처의 모든 캐릭터 중 각도 고정탄, 이동 고정탄(혹은 포세이돈의 특수무기), 파워 고정탄을 맞은 캐릭터의 방해효과를 해독해준다.
  - B형 해독탄 (Type-B Detox) : 탄이 떨어진 근처의 모든 캐릭터 중 반전탄, 멀미탄, 바보탄, 안캐탄을 맞은 캐릭터의 방해효과를 해독해준다.
  - C형 해독탄 (Type-C Detox) : A형, B형 해독탄의 모든 역할을 해준다.
  - 독 해독탄 (Antidote) : 탄이 떨어진 근처의 모든 캐릭터 중 크로스보우의 독화살에 맞은 캐릭터의 에너지 감소를 멈주게 한다.

- 방해 아이템
  - 각도 고정탄 (Angle Lock) : 탄이 떨어진 근처의 살아있는 모든 캐릭터들의 각을 3턴 동안 고정시킨다.
  - 이동 고정탄 (Movement Lock) : 탄이 떨어진 근처의 살아있는 모든 캐릭터들의 이동을 3턴 동안 고정시킨다.
  - 파워 고정탄 (Over Power) : 탄이 떨어진 근처의 살아있는 모든 캐릭터들의 파워를 3턴 동안 파워 게이지 중간 위치부터 시작하게 한다.
  - 반전탄 (Reverse Screen) : 탄이 떨어진 근처의 살아있는 모든 캐릭터들의 화면을 3턴 동안 상하좌우가 반전되어 보이게 한다.
  - 멀미탄 (Vertigo Missile) : 탄이 떨어진 근처의 살아있는 모든 캐릭터들의 화면을 4턴 동안 물결치게 한다.
  - 바보탄 (Illusion Missile) : 탄이 떨어진 근처의 살아있는 모든 캐릭터들의 화면을 4턴 동안 적과 아군이 모두 자신의 캐릭터로 보이며, 자신의 턴에서도 화면이 자신의 캐릭터 위치로 오지 않는다.
  - 안개탄 (Fog Missile) : 탄이 떨어진 근처의 모든 캐릭터들의 화면에 3턴 동안 안개가 끼게 한다.

- 공격 아이템
  - 불 생성 (Fire) : 해당 캐릭터에 탄이 떨어진 위치에 불이 번지게 되며 그 불에 닿은 캐릭터는 일정 시간동안 지속적으로 에너지가 -2씩 감소한다.
  - 독가스 생성 (Poison Cloud) : 해당 캐릭터에 탄이 떨어진 위치에 독가스 구름이 생성되며 그 구름에 닿은 캐릭터는 일정 시간동안 지속적으로 에너지가 -2씩 감소한다.
  - 이동력 증가 (Move Up) : 아이템 사용시 4턴 동안 캐릭터의 이동거리가 2배로 늘어난다.
  - 더블파이어 (Double Fire) : 같은 힘과 같은 각도로 포탄이 2번 연속 발사된다. 전작과는 달리 1발 쏜후 발사하는 것이 아니라, 사용하면 2발이 연속으로 발사된다.
  - 더블파이어2 (Double Fire 2) : 다른 힘과 다른 각도로 포탄이 2번 연속 발사된다.
  - 소환탄 (Summoning Missile) : 탄이 떨어진 근처의 캐릭터들을 자신의 위치로 소환한다.
  - 전송탄 (Teleport Missile) : 탄이 떨어진 위치로 자신의 캐릭터를 전송시킨다.
  - 인공위성탄 (Ion Missile) : 탄이 떨어진 위치의 상공에서 인공위성이 내려와 레이저를 발사한다.
  - 공격력 증가 (Power Up) : 발사하는 무기의 공격력을 1.5배 높여준다.

- 기후 및 기타 아이템
  - 증폭벽 생성 (Power Tornado) : 탄이 떨어진 위치에 증폭벽이 생성된다.
  - 공격력 증가탄 (Power Up Missile) : 탄이 떨어진 근처의 살아있는 캐릭터들에게 공격력증가 아이템의 효과를 가져다 준다.
  - 눈 내리기 (Snow Fall) : 눈을 내리게 하는 아이템으로서 사용시 불이 번지는 것을 막거나 독가스 구름을 없앨 수 있으며 또한 포세이돈의 경우 파워가 증폭되는 효과를 볼 수 있다.
  - 바람 바꾸기 (Wind Direction) : 바람의 방향을 반대로 바꿔준다.
  - 안개 생성 (Generate Fog) : 모든 유저들 화면에 안개가 끼도록 한다.
  - 회오리 생성탄 (Tornado Missile) : 탄이 떨어진 위치에 회오리가 생성된다.
  - 회오리 통과탄 (Via Tornado) : 무기가 회오리를 통과하여 나가게 해주며 통과 시 파워업이 되어 공격력이 강화된다.
  - 안개등 (Fog Light) : 안개가 끼었을 때 사용할 수 있으며 자신이 속한 팀 전체 캐릭터의 안개를 걷히게 해준다.
  - 도청 (Wire Tap) : 전체 10턴 동안 자신이 속한 팀 전체가 상대팀의 팀채팅을 볼 수 있게 해준다.

## 코스튬 시스템
포트리스 시리즈 사상 최초로 도입된 시스템으로 원하는 코스튬을 사서 탱크에 치장할 수 있다. 캐시가 아닌 게임머니로 구입이 가능했었다.

## 계급 구성
해당 게임에서는 해당점수에 따라 각 Zone별 전체이용자 100% 기준으로 다음과 같은 계급이 주어진다. 
 (아래로 내려갈수록 비율이 누적되어 표시됨.)
| 그룹   | 계급    | 인원ㆍ비율 |
| ------ | ------- | ---------- |
| 왕관   | 별왕관  | 1명        |
| 왕관   | 금왕관  | 12명       |
| 왕관   | 은왕관  | 100명      |
| 왕관   | 동왕관  | 300명      |
| 훈장   | 금훈장  | 0.1%       |
| 훈장   | 은훈장  | 0.3%       |
| 훈장   | 동훈장  | 0.6%       |
| 메달   | 금메달  | 1.5%       |
| 메달   | 은메달  | 3%         |
| 메달   | 동메달  | 5%         |
| 별     | 금쌍별  | 8%         |
| 별     | 금별    | 13%        |
| 별     | 은별    | 19%        |
| 별     | 동별    | 26%        |
| 미사일 | 미사일3 | 31%        |
| 미사일 | 미사일2 | 37%        |
| 미사일 | 미사일1 | 44%        |
| 총알   | 총알3   | 52%        |
| 총알   | 총알2   | 61%        |
| 총알   | 총알1   | 71%        |
| 해골   | 해골    | 100%       |

## 같이 보기
- 포트리스 2
- 포트리스